# Plymouth (stacja kolejowa)
Plymouth – stacja kolejowa w mieście Plymouth, w hrabstwie Devon na liniach kolejowych Exeter - Plymouth i Cornish Main Line. Jest również przystankiem końcowym dla linii Tamar Valley Line. Na stacji zatrzymują się pociągi pośpieszne. Stacja była odbudowywana w latach 1938 - 1963.

## Ruch pasażerski
Ze stacji korzysta ok. 1 992 020 pasażerów rocznie (dane za rok 2021/2022). Posiada bezpośrednie połączenia z Bristolem, Exeterem, Leeds, Aberdeen, Londynem, Penzance, Gunnislake. Pociągi odjeżdżają ze stacji w odstępach co najwyżej półgodzinnych w każdą stronę.

## Obsługa pasażerów
Automat biletowy, kasy biletowe, bramka biletowa, przystanek autobusowy, postój taksówek, kiosk, bufet, księgarnia. Stacja dysponuje parkingiem samochodowym na 312 miejsc i rowerowym na 40 miejsc.